# Sybra ochreovittata
Sybra ochreovittata là một loài bọ cánh cứng trong họ Cerambycidae.